# D301SA
D301SAは、三洋電機（現 京セラ SANYOブランド）製のDDIセルラー（現 au）の第二世代携帯電話 (PDC) 端末である。

## 概要
EZweb（回線交換方式）に対応した初のDIGITALセルラーホンである。
ショートメッセージサービスの「たのしメール」に対応し、たのしメール対応DIGITALセルラーホンおよびPHS（Pメール）との間でメールの送受信が可能であった。EZwebを利用してEメールの送受信も可能。
最大500件登録可能なアドレス帳の時短検索機能を搭載。
画面上では様々なキャラクターが登場し、様々なお知らせをしてくれる。
また、隠しキャラ要素を搭載し登場キャラクターのコレクションする事が可能であった。キャラクターはD301SA同士で送受信が可能。
また、利用頻度の高いF機能をランキング表示するという「お好みF機能」を搭載していた。
同時期に日本移動通信 (IDO) より同一デザインの姉妹機532Gが発売されている。

## 歴史
- 1999年7月15日　テレコムエンジニアリングセンター (TELEC) による技術基準適合証明（技術基準適合証明番号WAB0013152～0013171）
- 1999年8月27日　電気通信端末機器審査協会による技術基準適合認定の設計認証（設計認証番号A99-0631JP）
- 1999年9月3日　 TELECによる技術基準適合証明の工事設計認証（工事設計認証番号WAB0004）
- 1999年10月下旬 発売
- 2003年3月31日　PDCサービス終了により使用はこの日限りとなる。